# Grundfarbe

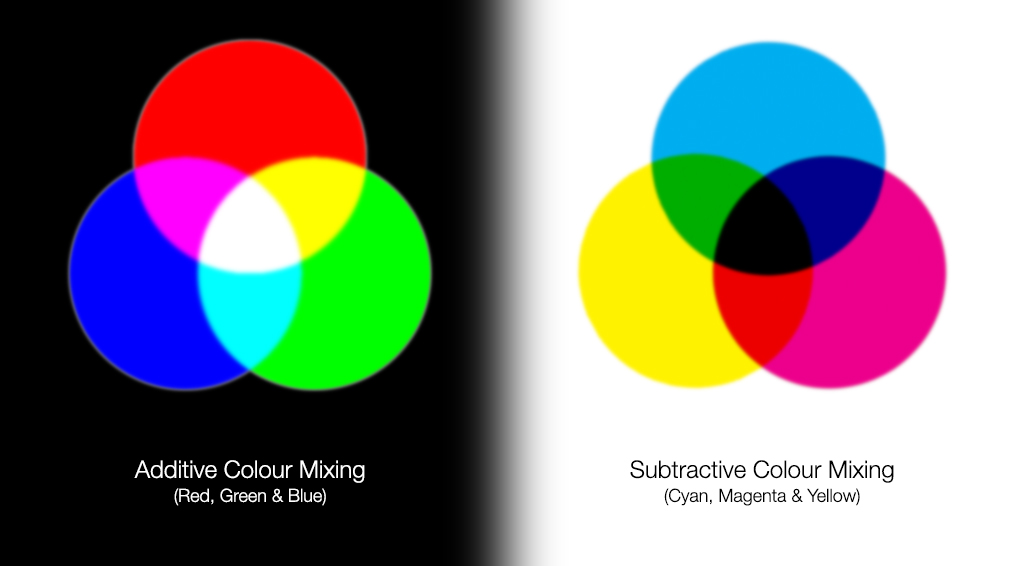
„Grundfarben“ und deren Mischungen in RGB- und CMY-Farbraum

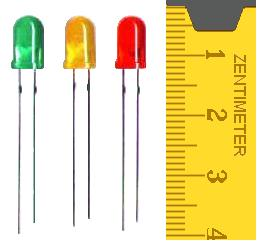
Farbvalenz = Farbe, wie die Leuchtdioden wahrgenommen werden

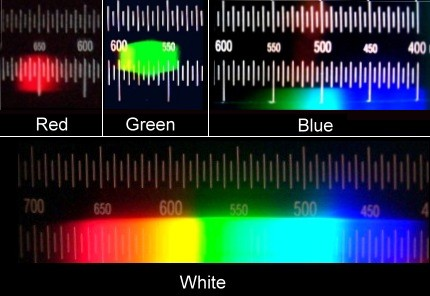
Farbreiz = Spektrum von Leuchtdioden in Rot, Grün, Blau und Weiß

Grundfarben sind im engeren Sinne die theoretisch in einem gewählten Farbraum als Bezugswert zugrunde gelegten Farbvalenzen. Im weiteren Sinn sind es die zum Mischen nutzbaren Farbmittel, um eine bestimmte Farbwahrnehmung zu erreichen.

## Begriffe

### Allgemein
Alle folgenden Überlegungen, insbesondere die in vielen Varianten auftretende Dreizahl der Grundfarben, beziehen sich auf die spezifisch menschliche Farbwahrnehmung (Trichromasie) und sind auf die Farbwahrnehmung vieler Tiere daher nicht unverändert anwendbar.
Auf den Erfahrungen der Kunstmaler beruht eine „Drei-Farben-Theorie“ mit den grundlegenden Farben Rot, Gelb und Blau, aus denen alle anderen Farben mischbar seien. Für den RGB-Farbraum sind es dagegen die drei Valenzen Rot, Grün und Blau, auf die die Leuchtstoffe des Monitors optimal abgestimmt werden. Die Grundfarben eines Mehrfarbendrucks, beispielsweise eines Tintenstrahldrucks, sind: Gelb, Magenta (Rotblau/Fuchsia) und Cyan (Blaugrün). Für die Beschreibung des Farbraums reichen drei Grundfarben, die Wahrnehmung allerdings beruht auf Gegensatz-Paaren (Vier-Farben-Theorie). Für die Beschreibung der Farben sind prinzipiell unterschiedliche Farbentripel als Grundfarben möglich.

### Spektralfarbe
Spektralfarben sind die leuchtstarken, reinen Farben, wie sie sich im Sonnenspektrum, am Rand von CDs oder beim Regenbogen zeigen. Newton ordnete wegen der heiligen Zahl Sieben diesem Kontinuum sieben Grundfarben zu: Violett, Indigo, Blau, Grün, Gelb, Gelbrot, Rot, obwohl das Kontinuum eine durchgehende Farbenfolge bietet. Das „weiße“ Licht wird durch Beugungs- oder Interferenzeffekte in die „bunten“ Farben des Spektrums zerlegt. Genauer sind es Farbreize die durch die wellenlängenabhängige Aufspaltung als Farbvalenzen wahrgenommen werden. Eine Spektralfarbe ist dabei typischerweise das Aussehen einer „einzelnen“ Wellenlänge oder (realer) monochromatisches Licht.

### Farbvalenz
Das auslösende Ereignis des Farbeindruckes ist der Farbreiz, die daraus folgende rechnerische Größe (Zahlenwert oder Vektor) ist die Farbvalenz.

### Primärvalenzen
Bei der Erarbeitung des CIE-Normvalenzsystems wurden drei Primärvalenzen als Eichfarbwerte ermittelt, die aus den Empfindlichkeiten der drei Zapfen abgeleitet sind. Die Primärvalenzen entsprechen dem LMS-Farbraum, dabei wird der L-Zapfen(valenz) mit {\displaystyle {\vec {R}}}   bezeichnet, dem M-Zapfen wird die Primärvalenz {\displaystyle {\vec {G}}}  zugeordnet und die aus dem Empfindlichkeitsspektrum der S-Zapfen abgeleitete Primärvalenz wird mit {\displaystyle {\vec {B}}}   bezeichnet. Diese Primärvalenzen werden als Basisvektoren eines dreidimensionalen Farbraumes genutzt. Die Buchstaben L, M und S für die Zapfen stehen für long-, medium- und shortwave.
Zu den Anfängen der Farbmessung wurden diese Primärvalenzen mittelbar gemessen. Bei dieser Messtechnik wurde (durch Ändern des Vergleichslichtes) Licht abgezogen, sozusagen Farbe weggenommen. Um solche negativen Farbwerte zu vermeiden, wurden nach den Rechenvorschriften für Vektoren virtuelle Grundvalenzen abgeleitet, die den Farbraum aufspannen, dies sind
{\displaystyle {\vec {X}}}   als Rot-, {\displaystyle {\vec {Y}}}  als Grün- und {\displaystyle {\vec {Z}}}  als Blauvalenz.

### Nicht-Farbe
In verschiedenen Farbräumen sind die für die 3D-Modelldarstellung benötigten Parameter so ausgewählt, dass die gewonnene Farbvalenz keiner sichtbaren Farbe entspricht oder dass das Ergebnis außerhalb des Gamuts liegt. In der Farbmetrik werden solche (nicht wahrnehmbare) Farborte als „Nicht-Farbe“ oder besser als imaginäre Farben bezeichnet.

### Grundfarbe
Obwohl das sichtbare Spektrum und die Vielfalt aller Farbnuancen praktisch ein Kontinuum bilden, ist für die Verständigung eine Beschränkung auf wenige Farbnamen notwendig. Je nach Sprache und Kultur gibt es zwei bis sechs Namen für Farben, die als Grundfarben gelten.
Der Begriff Grundfarbe wurde in der amerikanischen Linguistik der 1960er Jahre in einer (noch umstrittenen) sprachuniversalistischen Arbeit entwickelt. In der einflussreichen Schrift Basic Color Terms (1969) schlugen Brent Berlin und Paul Kay die Hypothese vor, dass alle Sprachen eine minimale Besetzung von zwei Farbkategorien in ihrem Wortschatz (etwa Weiß/Hell und Schwarz/Dunkel) haben; dazu treten als dritte Kategorie Rot, als vierte Gelb oder Grün usw., bis zu maximal 11 Kategorien. Angewendet wurde das Berlin/Kaysche Modell später mit beträchtlichen Modifikationen von deutschen Linguisten, die meistens 8 bis 11 Grundfarbwörter anerkennen (siehe Farbe).
In seinen theoretischen Schriften verwendete Goethe das Wort Grundfarbe (meist als Plural) im Sinne von „primäre Farbvalenzen“ (in der Malerei, Färberei, Chemie und Optik), beispielsweise Blau, Gelb und Rot. Das Goethe-Wörterbuch dokumentiert ebenfalls Goethes variierenden Gebrauch von Elementarfarbe, Hauptfarbe und Urfarbe, oft mit Bezug auf seine verschiedenen Farbschemata. Über Goethes Farbverständnis und die Entwicklung seiner Farbentheorien. (Siehe dazu Farbenlehre und Farbenlehre (Goethe))
In der Erfahrung der Kunstmaler und folgend theoretisch bei dem Franzosen Jacques-Christophe Le Blond und in Youngs Drei-Farben-Theorie begründet sind dies: Rot, Gelb, Blau. Es seien „grundlegende“ Farben, aus denen alle anderen ermischbar seien. Entsprechend der Gegenfarbtheorie von Ewald Hering existieren vier Grundfarben, diese bilden die Paare Grün-Rot und Blau-Gelb (neben Hell-Dunkel). Aus der Möglichkeit, grundsätzlich auch andere Grundfarbentripel zu finden, haben unter verschiedenen Aspekten Ostwald, Itten oder Küppers ihre Farbenlehren begründet.
Für den RGB-Farbraum sind es die drei Valenzen Rot, Grün, Blau, auf die die Leuchtstoffe des Monitors optimal abgestimmt werden können. Hilfsweise wird in neueren Geräten zusätzlich unter Umrechnung ein Gelb zugewählt, um den LMS-Farbraum des Auges besser zu simulieren.

### Primärfarben und Sekundärfarben

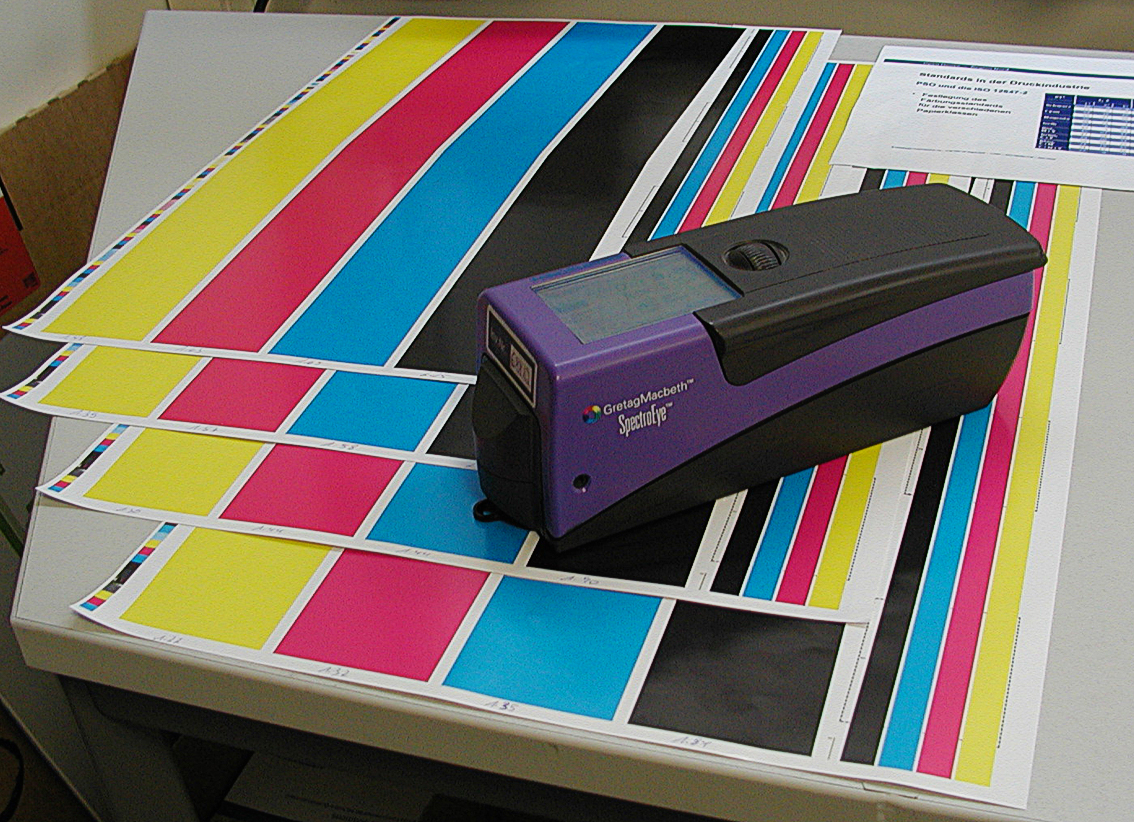
Die Primärfarben Cyan, Magenta, Yellow und Black, wie sie im Vierfarbdruck verwendet werden

Farbkreis nach Harald Küppers

Historisch hat sich eine Unterteilung in Primär- und Sekundärfarben herausgebildet, wobei die ersteren grundlegend und die Sekundärfarben die unmittelbar daraus ermischten sind.
Primärfarben heißen die Ausgangsfarben eines gedachten oder tatsächlichen Mischprozesses. Für die additive Mischung werden Lichtfarben verwendet (üblich, z. B. bei Bildschirmen: Rot, Grün und Blau), für die subtraktive Mischung die Körperfarben (deren Pigmente die meisten Wellenlängen des auftreffenden Lichts schlucken, wegnehmen, „subtrahieren“, und nur einen bestimmten, dann noch sichtbaren Wellenlängenbereich reflektieren) Cyan, Gelb und Magenta, häufig unter Zuhilfenahme eines zusätzlichen Schwarzpigments, während das Weiß vom unbedruckten Untergrund, i. d. R. Papier, geliefert wird; man spricht deshalb von Vierfarbdruck.
Rudolf Arnheim empfiehlt, zwischen „generativen“ und „fundamentalen“ Primärfarben zu unterscheiden. Generative Primärfarben sind Farben, die zum Mischen, also zum Generieren von Sekundärfarben verwendet werden. Fundamentale Primärfarben sind dagegen die Primärfarben der psychologischen Ebene. Es zeigt sich, dass Versuchspersonen jede Farbe gut beschreiben können, indem sie die Farben als Mischungen der vier Farben Rot, Gelb, Grün und Blau beschreiben (darauf basiert das NCS). Dagegen ist es psychologisch kaum möglich, sich ein Gelb als Mischung von Rot und Grün vorzustellen (also in additiver Mischung). So ist ein „bläuliches Gelb“ kaum als Gelbgrün vorstellbar (als subtraktive Mischung).
Sekundärfarben sind Mischungen aus zwei Primärfarben. Die Primärfarben der additiven Mischung sind die Sekundärfarben der subtraktiven Mischung und umgekehrt (s. Abbildung Farbkreis nach Küppers).
Tertiärfarben entstehen durch weiteres Abmischen; es handelt sich in diesem Sinn um die gebrochenen Farben (getrübte Farben). Typische Vertreter sind die Palette der Brauntöne, das sowohl ein gebrochenes Gelb, Rot oder Orange sein kann. Tertiärfarben aus kalten Farbtönen führen zur Gruppe der Olivtöne. Im eigentlichen Sinn gehören die Unbuntfarben Weiß, Grau und Schwarz ebenfalls zu den Tertiärfarben. Von Ostwald wurde in seiner Farblehre der Begriff „verhüllte Farben“ geprägt, da ihnen die Klarheit der gesättigten Farben fehlt.

### Optimalfarben

Spektrum einer Optimalfarbe über einem spektralähnlichen Farbdesign

Von Wilhelm Ostwald und von Robert Luther vertieft, entstand der Begriff „Optimalfarben“ für idealisierte Farben, die auf Ausschnitten des Spektrums beruhen, wobei die Intensitäten nur die Werte 0 und 1 annehmen. Je nach Lage der Sprungwellenlängen gibt es blaue Kurzendfarben, grüne Mittelfarben, rote Langendfarben und violette Mittelfehlfarben.
Purpurfarben wie z. B. Magenta sind in dieser Darstellung nicht berücksichtigt, da sie nicht im Spektrum liegen, sondern auf der Purpurlinie.

### Hell-Dunkel, Unbuntfarben
Etwas abseits der bunten Farben finden sich Schwarz und Weiß, die „extremen“ Fälle von Neutralgrau. Diese Unbuntfarben nehmen eine gesonderte Rolle ein, da sie (eben gerade) nicht bunt sind.
Bei Wilhelm Ostwald finden sich die Begriffe als verhüllte (das ist verschwärzlicht) und verweißlichte Farben, die er den Optimalfarben entgegensetzte. Den Durchbruch hierfür schaffte Siegfried Rösch, indem er aus den Optimalfarben den Begriff der Relativ-Helligkeit ableitete.

### Vollfarbe
In Ostwalds Farbkreis ist Vollfarbe die Bezeichnung für die Buntheit. Es sind die gesättigsten und reinsten (weil eng begrenzten) Optimalfarben. In diesem Farbsystem werden die Farben durch Schwarz trüber, also weniger gesättigt, und werden verschwärzlicht genannt. Der Zusatz von Weiß, das Verweißlichen, bedingt eine Zunahme der Helligkeit der Farbe. Wird der Weißanteil des Anteils Vollfarbe verdrängt wird die Unbuntfarbe Weiß erhalten. Die gesamte Anteilsumme »Farbe = Vollfarbeanteil v + Weißanteil w + Schwarzanteil s« liegt dabei immer bei 100 %, denn mehr als Farbe geht nicht.

### Urfarben
Ewald Hering legte die vier Urfarben Rot, Gelb, Blau und Grün seiner Gegenfarbtheorie zugrunde, wobei die Farbenpaare Rot/Grün und Blau/Gelb einander als Gegenfarben ausschließen.
Küppers nutzt für seine Farbtheorie die Bezeichnung Urfarben für die Farbempfindungen Orangerot (R), Grün (G) und Violettblau (B). Diese Urfarben ergeben sich aus den (symbolisierten) „Empfindungskräften“ des Sehorgans, wie diese letztlich dem LMS-Farbraum entsprechend zu Grunde liegen.

## Grundfarben in Sprachen
Der als kontinuierlich empfundene Farbkreis kann unterschiedlich durch Grundfarben geteilt werden. Was als Grundfarbe bezeichnet oder empfunden wird, hängt von kulturellen Traditionen und Konventionen ab.
Im europäischen System (indoeuropäischer Sprachraum) werden vier (oder sechs) Farben zu Grunde gelegt: Neben „Schwarz“ und „Weiß“ sind die vier grundlegenden „bunten“ Farben „Rot“, „Blau“, „Gelb“ und „Grün“ bekannt. Dieses Namenssystem ist allerdings relativ jung. In der Antike galten noch ganz andere Grundfarben.
Germanische Farbnamen drangen nach der Völkerwanderungszeit in die romanischen Sprachen ein: Das germanische Farbwort gel (gelb, englisch yellow) findet sich als giallo im italienischen und ähnlich zum Teil in anderen romanischen Sprachen wieder. Ebenso wurde das althochdeutsche blao (blau) von mehreren romanischen Sprachen übernommen: französisch bleu, italienisch blu und katalanisch blau.
Auch das Wort blanc (katalanisch und französisch für „weiß“, ebenso italienisch bianco, spanisch blanco und portugiesisch branco) hat einen im deutschen Wort „blank“ noch erkennbaren germanischen Ursprung. Das eigentliche lateinische Wort für „weiß“ war dagegen albus (vergleiche Album), was im portugiesischen alvo („weiß“, „rein“), im rumänischen alb („weiß“) und im spanischen alba („Morgengrauen“) fortlebt. Vergleiche dazu blanco und oscuro (für Hell und Dunkel).
Das aus älteren (süd)französischen Varietäten bekannte Farbwort „azur“ (vgl. „Côte d’Azur“) findet sich auch in italienisch azzurro und spanisch: azul wieder. Originär Italienisch Sprechende empfinden blu (Dunkelblau) und azzurro (Himmelblau) als völlig verschiedene Grundfarben, etwa wie Gelb und Grün für einen Deutschsprachigen unterschiedliche Farben darstellen. Für die Römer war der Himmel nicht „blau“, sondern „hell“.
Im griechisch steht χλωρός (chloros) für „gelb-grün“ (vergleiche das Element Chlor und Chlorophyll), γλαυκός (glaucos) ist ein stumpfes „blau-grau-grün“ (vergleiche hierzu Glaukom).
Die japanische Sprache kennt außer der Entlehnung von „gurin“ (green) aus dem Englischen keine Kategorie Grün, vielmehr wird „Grün“ als (gelbe) Schattierung von Blau angesehen (Ausbausprache).
Die chinesische Sprache unterscheidet zwei Arten von Grün:
綠色 (lü se) oder nur 綠 (lü) für ein helles, eher gelbliches Grün und
青色 (qing se) für ein sattes, ins Bläuliche übergehendes Grün, Türkis oder Cyan.